# Clásica Brujas-La Panne 2025
La 49.ª edición de la clásica ciclista Clásica Brujas-La Panne (llamado oficialmente: Classic Brugge-De Panne) fue una carrera en Bélgica que se celebró el 26 de marzo de 2025 sobre un recorrido de 195,6 kilómetros con inicio en la ciudad de Brujas y final en el municipio de De Panne. 
La carrera formó parte del UCI WorldTour 2025, calendario ciclístico de máximo nivel mundial, siendo la décima carrera de dicho circuito y fue ganada por el colombiano Juan Sebastián Molano del UAE Emirates XRG. Completaron el podio, como segundo y tercer clasificado respectivamente, el italiano Jonathan Milan del Lidl-Trek y el estonio Madis Mihkels del EF Education-EasyPost.

## Equipos participantes
Tomaron parte en la carrera 24 equipos: 16 de categoría UCI WorldTeam y 8 de categoría UCI ProTeam quienes formaron un pelotón de 168 ciclistas de los que terminaron 153. Los equipos participantes fueron:
| WorldTeams (16)- Team Picnic-PostNL - XDS Astana Team - Lidl-Trek - Soudal Quick-Step - Arkéa-B&B Hotels - Team Visma \| Lease a Bike - Movistar Team - EF Education-EasyPost - Cofidis - UAE Team Emirates XRG - Intermarché-Wanty - Red Bull-BORA-hansgrohe - Team Jayco AlUla - Alpecin-Deceuninck - Groupama-FDJ - Bahrain-Victorious ProTeams (8)- Wagner Bazin WB - Unibet Tietema Rockets - Israel-Premier Tech - Lotto - Uno-X Mobility - Team Flanders-Baloise - Team TotalEnergies - Tudor Pro Cycling Team |
| |

## Clasificación final
- La clasificación finalizó de la siguiente forma:[2]

| \| Clasificación general \| Clasificación general \| Clasificación general \| Clasificación general \| Clasificación general \| \| Ciclista \| Ciclista \| Equipo \| Tiempo \| \| \| --------------------- \| --------------------- \| ----------------------- \| --------------------- \| --------------------- \| \| 1.º \| Juan Sebastián Molano \| UAE Team Emirates XRG \| 4 h 07 min 23 s \| \| \| 2.º \| Jonathan Milan \| Lidl-Trek \| + 0 s \| \| \| 3.º \| Madis Mihkels \| EF Education-EasyPost \| + 0 s \| \| \| 4.º \| Phil Bauhaus \| Bahrain Victorious \| + 0 s \| \| \| 5.º \| Erlend Blikra \| Uno-X Mobility \| + 0 s \| \| \| 6.º \| Max Kanter \| XDS Astana Team \| + 0 s \| \| \| 7.º \| Alexis Renard \| Cofidis \| + 0 s \| \| \| 8.º \| Laurenz Rex \| Intermarché-Wanty \| + 0 s \| \| \| 9.º \| Dylan Groenewegen \| Team Jayco AlUla \| + 0 s \| \| \| 10.º \| Samuel Welsford \| Red Bull-Bora-Hansgrohe \| + 0 s \| \| |                       |                         |                 |
| |                       |                         |                 |
| Fuente: ProCyclingStats |                       |                         |                 |
| Clasificación general |                       |                         |                 |
| Ciclista | Ciclista              | Equipo                  | Tiempo          |
| 1.º | Juan Sebastián Molano | UAE Team Emirates XRG   | 4 h 07 min 23 s |
| 2.º | Jonathan Milan        | Lidl-Trek               | + 0 s           |
| 3.º | Madis Mihkels         | EF Education-EasyPost   | + 0 s           |
| 4.º | Phil Bauhaus          | Bahrain Victorious      | + 0 s           |
| 5.º | Erlend Blikra         | Uno-X Mobility          | + 0 s           |
| 6.º | Max Kanter            | XDS Astana Team         | + 0 s           |
| 7.º | Alexis Renard         | Cofidis                 | + 0 s           |
| 8.º | Laurenz Rex           | Intermarché-Wanty       | + 0 s           |
| 9.º | Dylan Groenewegen     | Team Jayco AlUla        | + 0 s           |
| 10.º | Samuel Welsford       | Red Bull-Bora-Hansgrohe | + 0 s           |

## Ciclistas participantes y posiciones finales
Convenciones:
- AB: Abandono
- FLT: Retiro por llegada fuera del límite de tiempo
- NTS: No tomó la salida
- DES: Descalificado o expulsado

## UCI World Ranking
La Clásica Brujas-La Panne otorgó puntos para el UCI World Ranking para corredores de los equipos en las categorías UCI WorldTeam, UCI ProTeam y Continental. Las siguientes tablas son el baremo de puntuación y los diez corredores que obtuvieron más puntos:
| Posición   | 1.º | 2.º | 3.º | 4.º | 5.º | 6.º | 7.º | 8.º | 9.º | 10.º | 11.º | 12.º | 13.º | 14.º | 15.º-20.º | 21.º-30.º | 31.º-50.º | 51.º-55.º | 56.º-60.º |
| Puntuación | 300 | 250 | 215 | 175 | 120 | 115 | 95  | 75  | 60  | 50   | 40   | 35   | 30   | 25   | 20        | 12        | 5         | 2         | 1         |

| Clasificación |                       |                         |        |
| Posición      | Ciclista              | Equipo                  | Puntos |
| ------------- | --------------------- | ----------------------- | ------ |
| 1.º           | Juan Sebastián Molano | UAE Emirates XRG        | 300    |
| 2.º           | Jonathan Milan        | Lidl-Trek               | 250    |
| 3.º           | Madis Mihkels         | EF Education-EasyPost   | 215    |
| 4.º           | Phil Bauhaus          | Bahrain Victorious      | 175    |
| 5.º           | Erlend Blikra         | Uno-X Mobility          | 120    |
| 6.º           | Max Kanter            | XDS Astana              | 115    |
| 7.º           | Alexis Renard         | Cofidis                 | 95     |
| 8.º           | Laurenz Rex           | Intermarché-Wanty       | 75     |
| 9.º           | Dylan Groenewegen     | Jayco AlUla             | 60     |
| 10.º          | Samuel Welsford       | Red Bull-BORA-hansgrohe | 50     |